# Mohamed Asswai Khalifa
Mohamed Souai Asswai Khalifa (in arabo محمد صواي أصواي خليفة‎?; Zawiya, 1944 – 2018) è stato un ostacolista libico.

## Carriera
È stato il primo atleta libico a gareggiare ai Giochi olimpici.
Alle Olimpiadi del 1968, svoltesi a Città del Messico, fu l'unico rappresentante del suo paese, che partecipava per la prima volta ai Giochi. Iscritto alla gara dei 400 ostacoli, il 13 ottobre corse la prima batteria di qualificazione giungendo ultimo con il tempo di 54"3.